# Templo Del Fuego
Templo del Fuego (Le temple du feu) est une attraction du parc PortAventura. Construite avec le simulateur Sea Odyssey à l'époque où le parc appartenait à Universal Parks & Resorts (1997-2004), dans l'optique de l'amélioration de la qualité générale du parc. 

## Concept
Des aventuriers ont découvert la cachette d'un immense trésor placée dans un temple inca maudit. 
Après une explication de l'histoire (ou "avant-spectacle"), les visiteurs rentrent dans une salle où des effets spéciaux simulent la colère d'esprits troublés par la présence d'étrangers dans leur antre (utilisation d'effets sonores et visuels avec notamment du feu "réel").